# John Coughran
John Douglas Coughran (Pittsburg, 12 settembre 1951) è un ex cestista statunitense, professionista in Spagna, in Italia e nella NBA.

## Carriera
Venne selezionato dai Cleveland Cavaliers al quinto giro del Draft NBA 1973 (74ª scelta assoluta).

## Palmarès
- Campionato spagnolo: 2

Real Madrid: 1975-76, 1976-77
- Copa del Rey: 1

Real Madrid: 1977
- Coppa dei Campioni: 1

Real Madrid: 1977-78
- Coppa Intercontinentale: 3

Real Madrid: 1976, 1977, 1978